# Кушеров, Нуралхан Оралбаевич
Нуралхан Оралбаевич Кушеров (каз. Нұралхан Оралбайұлы Көшеров; род. 20 декабря 1984, Шымкент) — казахстанский государственный деятель, с 2025 года занимает пост акима Туркестанской области.

## Биография
Родился 20 декабря 1984 года в Шымкенте. В 2005 году окончил Южно-Казахстанский государственный университет имени М. О. Ауэзова по специальности «Экономист». В 2007 году получил специальность «бакалавра юриспруденции» в Казахском гуманитарно-юридическом университете, а в 2019 году окончил магистратуру Академии государственного управления при Президенте Республики Казахстан. Владеет казахским и русским языками.

## Карьера
Трудовую деятельность начал в 2005 году в качестве «бухгалтера-инспектора». В 2009—2011 годах работал аналитиком в Налоговом комитете Министерства финансов, а затем главным специалистом в отделе налогового аудита юридических лиц Налогового управления по Алмалинскому району города Астана. В 2010—2014 годах занимал должность заместителя начальника Налогового управления Есильского района Налогового департамента города Астаны. С 2014 по 2015 годы работал начальником управления государственных доходов по Есильскому району города Астаны, заместителем руководителя налогового департамента по городу Астане Налогового комитета Министерства финансов. В 2015—2018 годах работал заместителем акима Шымкента. С 2018 по 2021 годы руководил управлением государственных доходов по Актау и Шымкенту, а в 2021—2023 годах возглавлял Департамент государственных доходов по Атырауской области. В 2023 году назначен заместителем акима Туркестанской области, сменив Армана Сабитова. 6 января 2025 года Указом Президента назначен акимом Туркестанской области.